# Lymnas electron
Lymnas electron är en fjärilsart som beskrevs av Fabricius 1793. Lymnas electron ingår i släktet Lymnas och familjen Riodinidae. Inga underarter finns listade i Catalogue of Life.